# Аллах (приток Якокита)
Алла́х — река в Алданском районе Республики Саха, Россия. Левый приток Якокита (бассейн Алдана).

## Общие сведения
Длина реки 12 км. Протекает в болотистой тайге на севере Томмотской гряды.
Исток в 13 км к юго-востоку от пгт Нижний Куранах. В верховьях течёт на север, затем поворачивает на северо-восток. Впадает в Якокит по левому берегу в 40 км от его устья, у южной стороны моста на Амуро-Якутской ж.-д. магистрали (9 км к юго-западу от села Якокит).
Основной приток — ручей Гагарский, впадает в низовьях слева.
Населённых пунктов в бассейне реки нет. В окрестностях ведётся добыча золота (месторождение Куранах).

## Данные водного реестра
По данным государственного водного реестра России относится к Ленскому бассейновому округу, водохозяйственный участок реки — Алдан от истока до в/п г. Томмот, речной подбассейн реки — Алдан. Речной бассейн реки — Лена.
Код водного объекта в государственном водном реестре — 18030600112117300003272.